# 272 (tal)
272 är det naturliga talet som följer 271 och som följs av 273.

## Inom vetenskapen
- 272 Antonia, en asteroid.

## Inom matematiken
- 272 är ett jämnt tal.
- 272 är ett palindromtal i det decimala talsystemet.
- 272 är ett rektangeltal.
- 272 är ett ymnigt tal
- 272 är ett primitivt ymnigt tal.